# Babor
Die Babor Beauty Group ist ein deutsches Kosmetikunternehmen. Herzstück ist die Marke Babor, eine Hautpflege im Luxussegment. Die Muttergesellschaft inklusive Entwicklung, Produktion und Lager befindet sich im Aachener Ortsteil Eilendorf.

## Geschichte des Unternehmens

Historische Logos
Unternehmenslogo bis März 2012
1983 beim DPMA eingetragen

Das Unternehmen wurde vom Chemiker Michael Babor gegründet. 1955 patentierte Babor den Wirkstoff HY-ÖL, eine Wasser-Öl-Emulsion, die als „wasserfreundliches Öl“ beworben wird und die Grundlage der kosmetischen Produkte Babors „hydrophile Naturkosmetik“ Biogen bildete. Ein Jahr später gründete Babor in Köln eine Kosmetikfirma unter dem Namen Dr. Babor GmbH.
1962 erwarb die Aachener Familie Vossen 90 % der Babor-Anteile. 1966 wurde das Babor-Logo mit der schwarzen Rose mit weißen Blüten, die durch das O des Schriftzuges Babor dringt, als Warenzeichen angemeldet. 1977 verlegte das Unternehmen seinen Sitz in den Aachener Stadtteil Eilendorf. 1982 wurde das US-Pendant Babor Cosmetics gegründet, 1987 folgte eine Tochtergesellschaft in Belgien. Weitere Auslandsgründungen erfolgten in den 1990er-Jahren in Österreich, Kanada, Asien, den Niederlanden, der Schweiz, Griechenland und Großbritannien. 1988 gründete das Unternehmen eine Mitarbeiter-Beteiligungs-Gesellschaft.
2013 wurde die Produktionsfläche bei Babor in Aachen durch einen Ausbau der Zentrale verdreifacht. Die Kosten für den Bau zusätzlicher Büroräume und mehr Platz in der Produktion lagen bei rund fünf Millionen Euro. 2019 kam die nächste Firmenerweiterung mit einem neuen Büro- und Logistikgebäude. Bis 2023 investiert die Babor Beauty Group mehr als 60 Millionen Euro in ein neues Produktions-Cluster in der Nähe des Firmensitzes. Dies ist die größte Investition der Unternehmensgeschichte. Die Unternehmensfläche wird durch den Neubau verdreifacht. Bei diesem Neubau möchte die Babor Beauty Group auch im Bereich Nachhaltigkeit einen großen Schritt voranschreiten.
Seit 2014 steht an der Spitze des Unternehmens die dritte Generation der Inhaberfamilie: Martin Grablowitz und Isabel Bonacker führen den Verwaltungsrat.

## Produkte
Die Babor Beauty Group produziert Hautpflegeprodukte. Zum Sortiment gehören sowohl Produkte für die Gesichtspflege, Körperpflege, Hand- und Fußpflege, organische Hautpflege, Cosmeceuticals, Männerpflege, Sonnenpflege als auch dekorative Kosmetikprodukte und Düfte. Bei der Produktion seiner Cremes, Lotionen und Ampullen setzt Babor auch auf regionale Grundstoffe.

## Vertriebsstruktur
Die Produkte der Marke Babor werden hauptsächlich über kooperierende Babor-Kosmetikinstitute sowie in Wellness-Hotels und SPAs vertrieben. Der traditionelle Vertriebskanal der Marke Babor über Kosmetikinstitute wird seit einigen Jahren ergänzt von einer Multichannel-Strategie, die auf Retail-Partnerschaften und E-Commerce setzt.
Darüber hinaus umfasst das Portfolio der Babor Beauty Group Handelsmarken und Premium Private Label. So werden beispielsweise Eigenmarken für Dermatologen, Berühmtheiten und Internet-Bekanntheiten am Firmensitz in Aachen entwickelt und produziert.
Weltweit ist Babor in mehr als 70 Ländern durch Distributeure vertreten und unterhält in der Schweiz, Österreich, den Niederlanden, Belgien, Schweden, Kanada und den USA Tochtergesellschaften.